# كيفن ر. كوكس
كيفن ر. كوكس (بالإنجليزية: Kevin R. Cox)‏ هو جغرافي أمريكي، ولد في 1939.